# 国鉄タキ3800形貨車
国鉄タキ3800形貨車（こくてつタキ3800がたかしゃ）は、かつて日本国有鉄道（国鉄）に在籍した私有貨車（タンク車）である。

## 概要
本形式は、1964年（昭和39年）2月26日から1969年（昭和44年）1月23日にかけて製造された、35 t 積みセメント専用の貨車（タンク車）である。日本車輌製造で8両（コタキ3800 - コタキ3802、コタキ3810 - コタキ3814）、富士車輌で7両（コタキ3803 - コタキ3809）の合計15両が製造された。
記号番号表記は特殊標記符号「コ」（全長 12 m 以下）を前置し「コタキ」と標記する。
全車が宇部興産所有の私有貨車で、芝浦駅、博多港駅、苫小牧駅、小名浜駅などに常備されていた。回転吐出装置つきのものは、北埠頭駅から帯広駅、広尾駅、苫小牧駅から比布駅、足寄駅、帯広駅、様似駅、博多駅から長崎駅、昭和町駅から鯖江駅の間で運用されていた。
セメント貯蔵設備などの地上設備のない駅で、直接セメントバラ積み用のトラックに荷役するための各種装備を有する。
タンク体は台枠中央に向かって緩やかに傾斜し、半円筒状の上半部と平面の下半部で構成される「カマボコ形」のタンク断面を有する。積み込み口はタンク体上部に2箇所、タンク体上部中央の両側に取り卸し口を装備する。
荷役は、エアスライド式とスクリューコンベアを併用して行われる。エアスライド式とは、セメントを取り出す際に、タンク下部から空気を噴き出し、タンクとセメントの間に薄い空気の層を作って、セメントを取り降ろし口に向けて移動させるものである。エアスライド式によりタンク底部の中央下部に集められる。そこから縦型のスクリューコンベア2本によりタンク体上部に集められ、左右の取り卸し口から排出される。エアスライドに要する空気源確保とスクリューコンベア駆動のため、車体下部にガソリンエンジン（水冷式4サイクル2気筒、総排気量 618 cc 、10 PS）を搭載している。これにより、外部の動力源によらずとも荷役作業が可能となった。
コタキ3804からコタキ3814までの11両には、トラックへの積み込みを更に簡単にするため、取り卸し用回転吐出装置が設置されている。これにより、貨車の横にトラックを横付けしての荷役が可能となった。この装置が設置された車両は、専用貨車に準じた扱いとなり、運用区間を車体に表記し、運転時の回転吐出装置の扱いなどが徹底された。
車体色は黒色、寸法関係は、全長は11,500mm、全幅は2,700mm、全高は3,880mm、台車中心間距離は7,400mm、実容積は31.8m3、自重は18.3t、換算両数は積車5.5、空車1.8であり、台車はベッテンドルフ式のTR41Cであった。
1983年（昭和58年）10月25日に最後まで在籍した8両（コタキ3804 - コタキ3809、コタキ3813 - コタキ3814）が廃車になり同時に形式消滅となった。

### 年度別製造数
各年度による製造会社と両数、所有者は次のとおりである。
- 昭和38年度 - 1両
  - 日本車輌製造 1両 宇部興産（コタキ3800）
- 昭和39年度 - 2両
  - 日本車輌製造 2両 宇部興産（コタキ3801 - コタキ3802）
- 昭和41年度 - 1両
  - 富士車輌 1両 宇部興産（コタキ3803）
- 昭和43年度 - 11両
  - 富士車輌 6両 宇部興産（コタキ3804 - コタキ3809）
  - 日本車輌製造 5両 宇部興産（コタキ3810 - コタキ3814）

## 同系列形式
日本車輌製造では本形式のほかにも、小規模輸送に最適化したセメント専用車を製作している。本節では主な形式を記述する。

### タキ9600形
カマボコ断面のタンク体を装備する 30 t 積セメント専用タンク車で、1963年（昭和38年）5月10日に10両（コタキ9600 - コタキ9609）、1966年（昭和41年）12月19日に10両（コタキ9610 - コタキ9619）が製作された。

### タキ9050形
タキ9600形のうち、1966年（昭和41年）製の10両（コタキ9610 - コタキ9619） を1967年（昭和42年）頃に改番（コタキ9050 - コタキ9059）した形式で、一部の車輌にはスクリューコンベアが設置された。

### ホキ7500形
日本車輌製造が開発し、セメント専用ホッパ車の事実上の標準形式となったホキ5700形の設計を基に、直接荷役用のスクリューコンベアを追設した形式である。
1967年（昭和42年）に8両（ホキ7500 - ホキ7507）、1968年（昭和43年）に14両（ホキ7508 - ホキ7521）が製作された。